# آقا ميراك

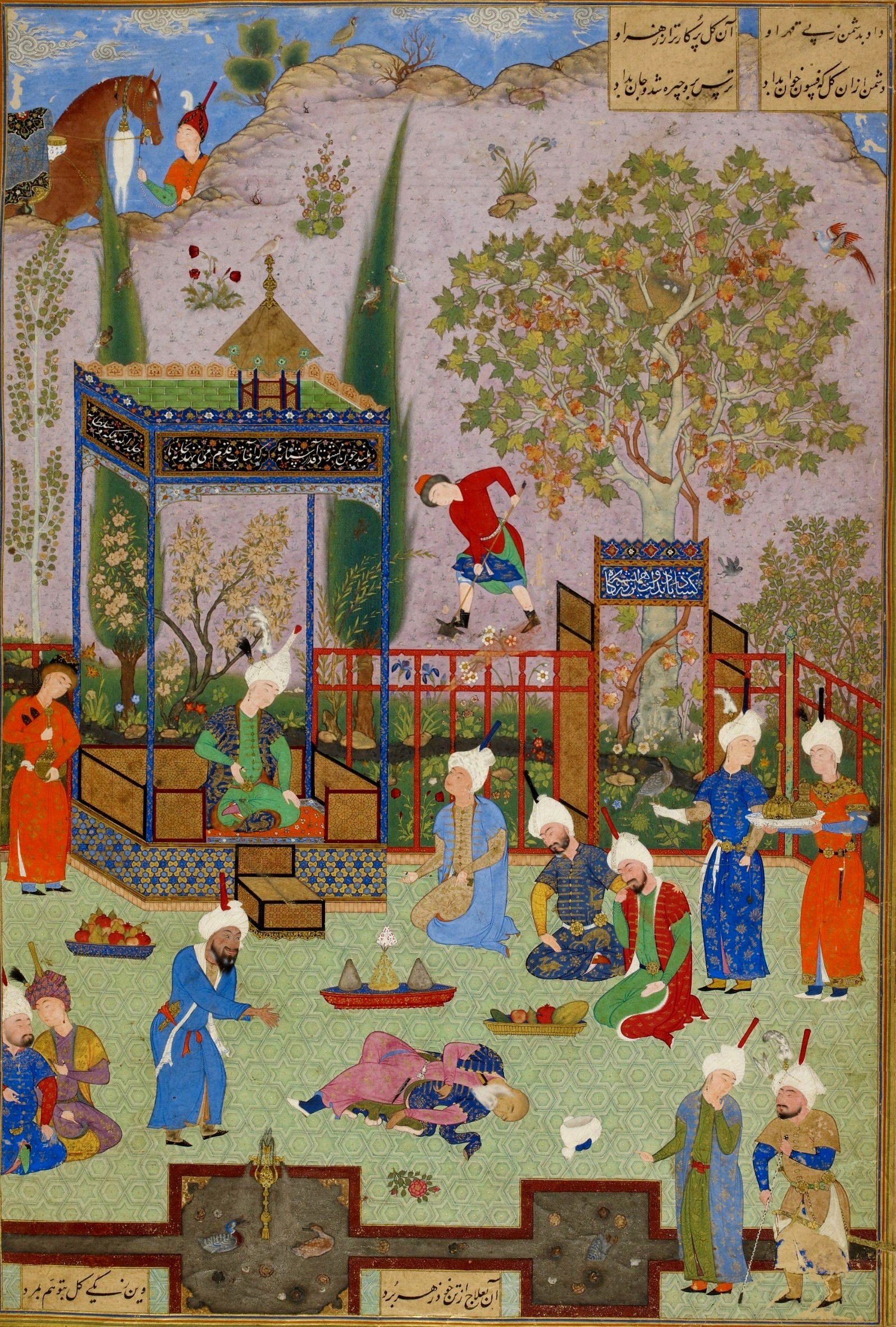
حجة الطبيبين بقلم آقا ميراك، 1539–1543

آقا ميرك (اللغة الفارسية: آقا میرک) (ازدهر 1520 – قزوين، 1576) كان رسامًا توضيحيًا ورسامًا فارسيًا.

## حياته
كان آقا ميراك رسامًا ومقدمًا ورفيقًا للشاه الصفوي طهماسب الأول وكان معروفًا في الدوائر المعاصرة. عاش في البداية في تبريز، ثم سافر وعاش في مشهد بين عامي 1555 و1565، ثم في قزوين من عام 1565 حتى وفاته.